# Bez Cheft
Bez Cheft (in persiano بزچفت‎) è un villaggio dell'Iran situato nella provincia di Babol.  